# Себбе
«Себбе» (швед. Sebbe) — драма режиссёра Бабака Наджафи.

## Сюжет
Подросток Себбе любит изобретать различные приспособления из выброшенных на свалку вещей. Он живёт вдвоём с матерью, которая работает почтальоном. Но денег в семье постоянно не хватает — большая часть её зарплаты уходит на выпивку.
На пятнадцатый день рождения Себбе мать, из-за отсутствия денег, ничего ему не дарит. Более того, она заставляет вернуть подарок, полученный от соседки. Через пару дней Себбе всё же получает подарок от матери — куртку. Увидев Себбе в обновке, школьный хулиган Кенни, постоянно издевающийся над мальчиком, обвиняет его в воровстве. Себбе находит в куртке брелок Кенни, доказывающий, что вещь и правда принадлежит ему. Растроенный, он бросает куртку в хулигана и убегает из школы. Себбе ничего не рассказывает матери об инциденте, соврав, что оставил куртку у друга.
Однако, возвращаясь домой, Себбе застаёт у своей квартиры мать Кенни. Она обвиняет его мать в воровстве. После этого мать выгоняет Себбе из дома, говоря, что он ей больше не нужен.
Оказавшись на улице, Себбе ворует динамит на строительной площадке и делает из него самодельную бомбу. С ней приходит в школу. Он стоит перед напуганными одноклассниками с бомбой в руке, но после слов учительницы, что всё наладится, Себбе убегает из школы и возвращается домой к раскаявшейся матери.
Позже, она утверждает, что Себбе будет лучше без неё, ведь женщина не может о нём позаботится. Мальчик, соврав, что вернётся домой попозже, уезжает из города.

## В ролях
| Актёр                    | Роль              |
| ------------------------ | ----------------- |
| Себастиан Хиорт аф Орнас | Себбе (Себастиан) |
| Ева Меландер             | Ева (мама Себбе)  |
| Кенни Волбринк           | Кенни             |
| Адриан Рингман           | Адде              |
| Эмиль Кадеби             | Эмиль             |
| Маргарет Андерссон       | учительница       |
| Аса Бодин Карлссон       | мама Кенни        |
| Миран Камала             | начальник Евы     |
| Мартин Валльстрём        | один из воров     |

## Награды и номинации
| Год  | Премия                                                                    | Категория / Номинант                                  | Результат |
| ---- | ------------------------------------------------------------------------- | ----------------------------------------------------- | --------- |
| 2011 | Приз Lorens на 34-м Международном кинофестивале в Гётеборге               | Приз Lorens (продюсеры Ребекка Лафренз и Мимми Спанг) | Победа    |
| 2010 | Кинонаграда Церкви Швеции на 33-м Международном кинофестивале в Гётеборге | Кинонаграда Церкви Швеции                             | Победа    |
| 2010 | Берлинский кинофестиваль                                                  | Лучший дебютный фильм                                 | Победа    |
| 2010 | Золотой жук                                                               | Лучший фильм                                          | Победа    |
| 2010 | Золотой жук                                                               | Лучший режиссёр (Бабак Наджафи)                       | Номинация |
| 2010 | Золотой жук                                                               | Лучшая мужская роль (Себастиан Хиорт аф Орнас)        | Номинация |

Также фильм был в списке 46 фильмов, которые рекомендовала Европейская киноакадемия к различным номинациям на European Film Awards.